# Francisco Serrat y Bonastre
Francisco de Asís Serrat y Bonastre (Barcelona, 9 de enero de 1871 - Madrid, 20 de diciembre de 1952) fue un diplomático y embajador español, miembro de la Junta Técnica del Estado que asumió el mando de la zona controlada por las tropas sublevadas tras el golpe de Estado que dio inicio a la guerra civil española. Ejerció también su labor diplomática durante los gobiernos de Alfonso XIII, Primo de Rivera y de la II República.

## Biografía
Nacido en Barcelona el 9 de enero de 1871, Serrat y Bonastre estaba casado con Carmen Valera Delavat, hija de Juan Valera y por tanto, hermana del Marqués de Villasinda. Inició su actividad diplomática en 1896, durante el reinado de Alfonso XIII, como agregado de la embajada de España en Roma. En 1897 pasó a desempeñar las mismas funciones en Lisboa. Después ejerció como secretario en las embajadas en Washington (1899), de nuevo Lisboa (1899), y Berlín (1906).
Alternando con sus funciones en Madrid como miembro del Ministerio, fue también Secretario de primera clase en la embajada de Petrogrado (1905). Tras permanecer como encargado de la organización judicial en Marruecos desde 1913, de 1915 a 1919 actuó en distintos períodos como jefe de la delegación española en Tánger, época durante la cual fue construido el moderno consulado español en la ciudad. Esta etapa en el norte de África estuvo interrumpida por períodos como jefe de la diplomacia española en Bucarest, Sofía y Belgrado (1914) y Tokio (1915).
Ya bajo la dictadura de Primo de Rivera, en julio de 1924 se incorpora como ministro plenipotenciario en Bucarest, y en agosto del mismo año, asume el mismo cargo en Belgrado. Fue asimismo el presidente de la delegación española que negoció y firmó el Tratado de Límites de España y Portugal de 1926, y en julio de ese año, Ministro plenipotenciario en Viena.
El 14 de abril de 1931 fue proclamada la Segunda República Española, y el 31 de julio fue nombrado embajador de España en La Habana, cargo que asumió el 15 de octubre siguiente. Durante el período republicano, desempeñó también las funciones de embajador en Washington y Ministro plenipotenciario en Varsovia.
Con el estallido de la guerra civil española, Serrat y Bonastre mostró su fidelidad al bando sublevado y fue nombrado titular de la Secretaría de Relaciones Exteriores de la Junta Técnica del Estado, órganos ambos creados por la Ley de 1 de octubre de 1936. Finalmente, con arreglo a la Ley de 30 de enero de 1938, la secretaría se disolvió para dar paso al Ministerio de Asuntos Exteriores del primer Gobierno de Francisco Franco, el cual sería dirigido por Francisco Gómez-Jordana Sousa.  
Falleció en Madrid el 20 de diciembre de 1952.

## Imputado por crímenes contra la humanidad y por detención ilegal
En 2008, fue uno de los treinta y cinco altos cargos del franquismo imputados por la Audiencia Nacional en el sumario instruido por Baltasar Garzón por los presuntos delitos de detención ilegal y crímenes contra la humanidad que supuestamente habrían sido cometidos durante la Guerra civil española y los primeros años del régimen de Franco. El juez declaró extinguida la responsabilidad criminal de Serrat cuando recibió constancia fehaciente de su fallecimiento, acaecido cincuenta y seis años antes. La instrucción de la causa fue tan polémica que Garzón llegó a ser acusado de prevaricación, juzgado y absuelto por el Tribunal Supremo.